# Чоргочу
Чоргочу (кирг. Чоргочу) — село в Токтогульском районе Джалал-Абадской области Кыргызстана. Входит в состав Ничке-Сайского айылного аймака.

## География
Село расположено в северо-восточной части области, на правом берегу реки Ничке-Сай, на расстоянии приблизительно 45 километров (по прямой) к юго-востоку от города Токтогула, административного центра района. Абсолютная высота — 1733 метра над уровнем моря.

## Население
Согласно оценочным данным Национального статистического комитета Кыргызской Республики, численность населения села на начало 2023 года составляла 1894 человека.
| год     | 2009 | 2014 | 2015 | 2020 | 2021 | 2023 |
| ------- | ---- | ---- | ---- | ---- | ---- | ---- |
| человек | 1356 | 1600 | 1597 | 1829 | 1857 | 1894 |